# Destiny 2
Destiny 2 — компьютерная массовая многопользовательская онлайн-игра в жанре шутера от первого лица, разработанная американской компанией Bungie. Выпущена в 2017 году для PlayStation 4, Xbox One и Windows. В 2019 году игра перешла на условно-бесплатную модель распространения, а ПК-версия стала доступна в Steam; в этом же году она была выпущена для облачного сервиса Stadia, а в 2020 году — для PlayStation 5 и Xbox Series X/S. Игра издавалась компанией Activision вплоть до расторжения контракта в 2019 году; в дальнейшем издателем игры выступала сама Bungie.
Destiny 2 продолжает сюжет Destiny и её дополнений. Действие игры разворачивается в научно-фэнтезийном мире — на разных планетах Солнечной системы в далёком будущем. Игрок берёт на себя роль Стража — защитника последнего безопасного города Земли. По сюжету игры, Стражи обладают сверхъестественной силой под названием Свет, которая помогает им защищать город от вторжений агрессивных инопланетян. Destiny 2, будучи шутером от первого лица, предлагает игрокам обширные и общие для многих игроков уровни. Различные доступные в игре занятия включают в себя как PvE-контент, — например, исследование мира с поиском спрятанных секретов, уничтожение сильных и опасных противников-«боссов» или платформерные миссии, требующие прыжков через пропасти — так и PvP-контент с сражениями игроков на аренах. Многие длинные и сложные задания рассчитаны на прохождение группой из трёх («налёт») или шести («рейд») игроков и предлагают для такой группы различные испытания, требующие командной работы, в том числе головоломки.
Как и ранее с Destiny, после выхода Bungie поддерживала игру с помощью дополнений, добавляющих в игру новый контент и миссии. На 2024 год вышло восемь крупных дополнений, добавляющих в игру сюжетные кампании — Curse of Osiris, The Warmind, Forsaken, Shadowkeep, Beyond Light, The Witch Queen, Lightfall и The Final Shape (завершающее сагу о Свете и Тьме). В 2020 году с выходом дополнения Beyond Light Bungie сократила доступный игрокам контент: сюжетная кампания основной игры, а также дополнения Curse of Osiris и The Warmind стали недоступными; разработчики обещали в будущем вернуть в игру и этот контент, и контент из первой Destiny.
После выхода Destiny 2 получила преимущественно положительные отзывы от критиков. Критики отметили улучшения в сюжете по сравнению с первой частью: игру хвалили за «более сильный сюжет» и хорошо прописанного антагониста. Игровой процесс также получил похвалу. Мнения критиков разделились насчёт изменений в категоризации оружия, а также введения новых активностей, таких как «Приключения» и «Затерянные секторы». Игра была номинирована на множество наград на церемониях The Game Awards и Game Critics Awards.

## Игровой процесс
Как и предыдущая часть, Destiny 2 является шутером от первого лица, включающим в себя элементы из MMORPG. Целью игры является улучшение игрового персонажа при помощи зарабатывания очков опыта и элементов экипировки персонажа. Их можно получить за участие в игровом процессе и выполнение «рубежей» — сюжетных или еженедельных заданий.
Начиная с дополнения «Обитель теней», разработчики решили отказаться от традиционной системы прокачки персонажа с первого до максимального уровня. Вместо неё в игру ввели уровни сезонного абонемента, которые повышаются на всех персонажах сразу. Главным показателем продвижения в игре является «уровень силы» героя. Он повышается при помощи получения снаряжения с более высоким показателем силы. К снаряжению относятся оружие и броня. Каждый такой предмет имеет свой уровень атаки или защиты. Среднее арифметическое экипированных предметов определяет общий уровень силы героя.
В Destiny 2 представлены 3 класса персонажей из оригинальной игры: титаны, охотники и варлоки. Каждый класс имеет свои специфические улучшения, перки, способности, а также 3 подкласса света (пустота, солнце и молния) и два подкласса тьмы (стазис и нить), позволяющие игроку подстроить своего персонажа под индивидуальный стиль игры. После выбора класса игрок может выбрать расу своего персонажа: человека, пробудившегося (произошли от людей, света и тьмы, отличаются голубоватым цветом кожи) или экзо (люди, чьи разум и большая часть памяти были перенесены в полностью механическое/роботизированное тело). Всего можно создать не более 3 персонажей для каждого аккаунта.
Активности в Destiny 2 делятся на PvE (игрок против окружения) и PvP (игрок против игрока). Помимо сюжетных миссий, к PvE-активностям относятся также налёты для 3 игроков и рейды для 6 игроков. Игроки могут перемещаться по открытому миру игры, выполняя различные задания или участвуя в открытых мероприятиях. PvP-активности включают в себя режимы deathmatch, захват зон и другие.
Также помимо PvP и PvE с выходом дополнения «Отвергнутые» в игру был добавлен PvPvE-режим под названием «Гамбит». В нём две команды, каждая на своём поле, пытаются одержать победу над боссом-одержимым, Первобытником, который появляется после внесения в банк определённого количества частиц. В течение матча несколько раз активируется портал, который позволяет одному члену команды вторгнуться на поле соперников в роли захватчика. Цель захватчика — не позволить соперникам внести частицы в банк.

## Разработка
Впервые сиквел к Destiny был упомянут CEO Activision Эриком Хиршбергом во время конференц-звонка в ноябре 2014 года, через 2 месяца после выхода первой части. Согласно первоначальному графику выхода, Bungie и Activision планировали выпускать по одной игре каждые два года, а между играми должны были выходить крупные дополнения к ним. Изначально запланированный на сентябрь 2016 года релиз был отложен до следующего года. В феврале 2016 к Bungie присоединился сценарист Кристофер Шлерф, участвовавший в разработке Halo 4 и Mass Effect: Andromeda. В декабре к разработке присоединилась внутренняя студия Activision Vicarious Visions.
Редактор Kotaku Джейсон Шрайер позднее рассказал, что в начале 2016 года разработка игры была перезапущена в связи со сменой геймдиректора: на смену предыдущему руководителю пришёл Люк Смит, ранее работавший над оригинальной игрой. По мнению Шрайера, команде не хватало времени на разработку, а между перезапуском и релизом игры прошло всего 16 месяцев.

В отчёте о доходах Activision 2016 года Хиршберг упомянул, что сиквел Destiny «планируется выпустить осенью [2017]». Сама Activision заявляла, что выход второй части «позволит расширить глобальный охват франшизы». Исполнительный директор уточнил, что игроки, проведшие многие часы в первой части, полюбят и сиквел. Что касается тех, кто бросил играть или никогда не играл в Destiny, он отметил: 
... я думаю, что мы сделали продолжение, которое понравится и им. Его краеугольным камнем является отличная кинематографическая история с акцентом на запоминающихся и близких игроку персонажей в сочетании с некоторыми улучшениями, чтобы сделать игру более доступной казуальному игроку.

### Анонс

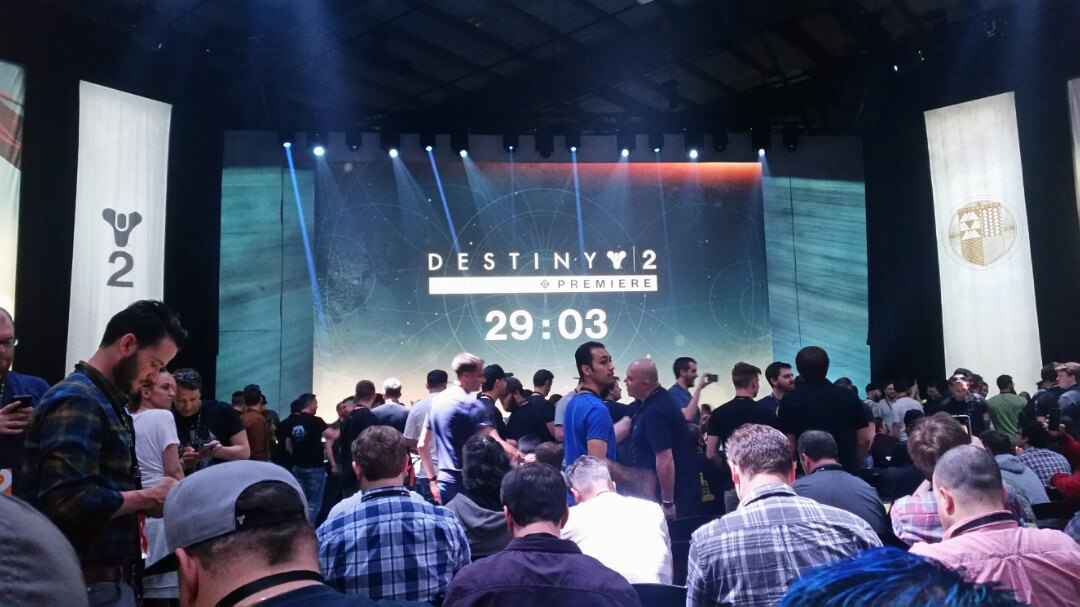
Презентация Destiny 2 в Хоторне, Калифорния (18 мая 2017 года)

23 марта 2017 года в сеть утёк постер игры с логотипом, датой выхода и упоминанием бета-теста. 27 марта Bungie официально анонсировала Destiny 2, опубликовав в твиттере картинку с логотипом игры. В одном из тизер-трейлеров, последовавших за анонсом, была заявлена временная эксклюзивность некоторых элементов игры для консоли PS4. Она продлилась 2 года и закончилась в октябре 2019.
Вместе с анонсом игры подтвердились слухи о её выходе на персональных компьютерах. Версия Destiny 2 для Windows поддерживает 4K-разрешение, неограниченную частоту кадров, управление при помощи мыши и клавиатуры, текстовый чат, изменяемое поле зрения и ультраширокие мониторы.

### Релиз
Destiny 2 вышла во всём мире на консолях PlayStation 4 и Xbox One 6 сентября 2017 года, версия для ПК появилась чуть позже — 24 октября. Для покупки было доступно несколько изданий игры. По аналогии с первой частью более дорогие издания комплектовались сезонным абонементом, в который входит два дополнения к игре. Коллекционное издание, помимо абонемента, включало в себя сумку, металлический футляр (стилбук), паракорд, USB-аккумулятор с солнечной батареей, а также брошюры и открытки, оформленные в тематике игры.

### Продажи
Activision решила не разглашать точное количество проданных копий игры, но в пресс-релизе заявила, что вторая часть «превзошла оригинал по вовлечению игроков и цифровым продажам первой недели». Американский аналитик Майкл Пачтер назвал продажи «не вызывающими восторга». По его данным, количество проданных копий в первый месяц оказалось на 40 % меньше, чем у первой части. Несмотря на это, проект, наряду с Call of Duty: WWII, стал одной из самых продаваемых игр 2017 года.

## Пострелизный контент

### Curse of OsirisиWarmind
Первое дополнение «Проклятие Осириса» (англ. Curse of Osiris) вышло 5 декабря 2017 года. Дополнение сфокусировано на Осирисе — персонаже из первой части. Добавлена новая патрульная зона — Меркурий. Максимальный уровень персонажа поднят до 25, максимальный уровень Силы — до 330. Вместо нового рейда, в игре появилось «рейд-логово», состоящее из новых зон для старого рейда «Левиафан» и нового финального босса.
Второе дополнение «Военный разум» (англ. Warmind) вышло 8 мая 2018 года. В дополнении появляется 2 новых персонажа: Ана Брей и искусственный интеллект «Распутин». Игрок получает доступ к открытому мероприятию «Эскалационный протокол», проходящему на Марсе. Максимальный уровень персонажа поднят до 30, максимальный уровень Силы — до 380. «Военный разум» добавляет в игру новое рейд-логово на «Левиафане», а также ранговую систему в PvP: «очки доблести» для обычных матчей и «очки славы» для соревновательных матчей.

### Forsaken
Третье дополнение «Отвергнутые» вышло 4 сентября 2018 года. Дополнение включает в себя две новые локации и новую гибридную активность — Гамбит. В следующем месяце запустилось специальное мероприятие «Фестиваль усопших».
4 декабря 2018 года вышло дополнение «Чёрный арсенал». Дополнение включает в себя новую активность — Кузница. Чуть позднее прошло новогоднее мероприятие «Рассвет».
4 марта 2019 года вышло дополнение «Шальные пустоши», посвящённое Гамбиту и его создателю — Скитальцу. Впервые игроку позволено выбрать, на чью сторону встать: «Авангарда» или Скитальца. Также были добавлены активности «Суд» и «Гамбит Прайм». В конце марта прошло мероприятие «Весенний карнавал».
4 июня 2019 года вышло дополнение «Изобилие». Оно посвящено Императору Калусу и его кораблю «Левиафан». Вместе с дополнением в игру была введена новая активность «Паноптикум».

### Shadowkeepи переход на free-to-play
В 2019 году студия Bungie завершила десятилетнее сотрудничество с издателем Activision и сама стала издателем Destiny 2. С 1 октября 2019 года игра покинула сервис Battle.net и появилась в Steam; при этом все существующие пользовательские профили также были перенесены в Steam. Очередное платное дополнение Shadowkeep («Обитель теней») было выпущено в этот же день, 1 октября: его местом действия стала Луна — спутник Земли, уже появлявшийся в Destiny, но ставший гораздо более мрачным, населенным как воинами и колдунами Улья, так и привидениями. Важной частью обновления, приуроченного к Shadowkeep, стал пересмотр системы доспехов и развития персонажа; новая система под названием Armor 2.0 приблизила Destiny 2 к компьютерным ролевым играм.
Базовое издание игры под названием New Light («Новый Свет») стало бесплатным. В него входили полный доступ к базовой сюжетной кампании, всему контенту первого года (в том числе и высокоуровневому, например, к рейдам) и PvP-режимам. Дополнения второго и третьего года продолжали распространяться как отдельные продукты и могли быть докуплены позже. По словам разработчиков, игрок должен иметь возможность «играть там, где играют его друзья». Были введены кроссплатформенные сохранения, позволяющие переносить прогресс игрока между версиями игры для разных платформ. Также Destiny 2 стала доступна на облачном потоковом сервисе Stadia.

### Beyond Light
Чётвертый год Destiny 2 ознаменовался выходом нового дополнения Beyond Light («За гранью Света») 10 ноября 2020 года. DLC рассказывает новую историю, посвящённую расе Падших, истокам расы Экзо и прибытию Тьмы. В Beyond Light была добавлена новая локация Европа; у игровых персонажей появилась новая суперсила Стазис, позволяющая замораживать врагов. 8 декабря 2020 года были выпущены версии игры для игровых консолей нового поколения — PlayStation 5 и Xbox Series X.
Незадолго до выхода дополнения Bungie анонсировала план под названием Destiny Content Vault («Хранилище контента») — с точки зрения разработчиков, игра сильно разрослась, занимала много места на жестком диске, и её становилось всё труднее обновлять и исправлять. В соответствии с этим новым планом, наименее интересные для игроков локации и занятия должны были постепенно выбывать из игры, но не навсегда — их должны были временно помещать в «хранилище контента», в будущем перерабатывать и вновь вводить в игру. Вместе с выходом Beyond Light из игры исчезли планеты-локации Марс, Меркурий, Титан и Ио, а также космический корабль Левиафан; связанные с ним задания и персонажи, включая даже контент дополнений Curse of Osiris и Warmind, стали недоступными. Этот план позволял на таких же условиях «возвращать» и контент из Destiny — например, в течение четвёртого года в Destiny 2 появились локация Космодром и рейд Хрустальный чертог, перенесенные из предыдущей игры.

### The Witch Queen
Пятый год Destiny 2 ознаменовался выходом нового дополнения The Witch Queen («Королева-Ведьма»). Разработчики представили свежий трейлер дополнения и назвали дату его выхода — 22 февраля 2022 года.

### Lightfall
Дополнение Lightfall было выпущено 28 февраля 2023 года. Его действие разворачивается на Нептуне, в спрятанном городе Неомуна. В отличие от многих других мест во вселенной Destiny, превратившихся в руины, Неомуна — процветающее место, которое не знало запустения и лишь недавно подверглось нападению врагов.

### The Final Shape
Релиз дополнения планируется в 2024 году. Оно должно завершить собой общую сюжетную арку, начатую ещё в Destiny и продолжающуюся в Destiny 2 и всех её дополнениях.

### The Edge of Fate
Релиз дополнения планируется в июле 2025 года. Является началом новой саги о «Судьбе».

### Renegades
Релиз дополнения планируется в декабре 2025 года. Дополнение вдохновлено тематикой «Звёздных войн» при участии Lucasfilm.

## Критика
| Сводный рейтинг       | Сводный рейтинг                           |
| Агрегатор             | Оценка                                    |
| --------------------- | ----------------------------------------- |
| GameRankings          | (XONE) 88,67 % (PS4) 84,88 % (PC) 83,63 % |
| Metacritic            | (PS4) 85/100 (XONE) 87/100 (PC) 85/100    |
| Иноязычные издания    |                                           |
| Издание               | Оценка                                    |
| Destructoid           | 7,5/10                                    |
| EGM                   | 8/10                                      |
| Game Informer         | 9/10                                      |
| GameRevolution        | [ 66 ]                                    |
| GameSpot              | 8/10                                      |
| GamesRadar+           | [ 68 ]                                    |
| IGN                   | 8,5/10                                    |
| Polygon               | 9/10                                      |
| VideoGamer            | 8/10                                      |
| Русскоязычные издания |                                           |
| Издание               | Оценка                                    |
| 3DNews                | 8/10                                      |
| PlayGround.ru         | 8/10                                      |
| Riot Pixels           | 78 %                                      |
| StopGame.ru           | Похвально                                 |
| «Игромания»           | 8,5/10                                    |
| «Игры Mail.ru»        | 8/10                                      |
| «Канобу»              | 9/10                                      |
| Gmbox.ru              | 8,9/10                                    |
| Overclockers.ru       | 6,8/10                                    |

| Игра            | GameRankings |
| --------------- | ------------ |
| Curse of Osiris | 57,58 %      |
| Warmind         | 61,75 %      |
| Forsaken        | 83,63 %      |
| Shadowkeep      | 73,00 %      |

В целом, критики остались довольны первыми часами прохождения. Многие отмечают, что серия сделала значительный шаг.
Келли Плаг из GameSpot считает, что у разработчиков получилось исправить большинство проблем оригинала. Отмечается сюжетная составляющая и проработка мира.

### Награды
| Год  | Награда                                               | Категория                                                                 | Результат | Источники       |
| ---- | ----------------------------------------------------- | ------------------------------------------------------------------------- | --------- | --------------- |
| 2017 | Game Critics Awards 2017                              | Best PC Game                                                              | Победа    | [ 86 ] [ 87 ]   |
| 2017 | Game Critics Awards 2017                              | Best Action Game                                                          | Номинация | [ 86 ] [ 87 ]   |
| 2017 | Game Critics Awards 2017                              | Best Online Multiplayer                                                   | Номинация | [ 86 ] [ 87 ]   |
| 2017 | Gamescom 2017                                         | Best Console Game (PlayStation 4)                                         | Номинация | [ 88 ] [ 89 ]   |
| 2017 | Gamescom 2017                                         | Best PC Game                                                              | Номинация | [ 88 ] [ 89 ]   |
| 2017 | Gamescom 2017                                         | Best Action Game                                                          | Номинация | [ 88 ] [ 89 ]   |
| 2017 | Gamescom 2017                                         | Best Social/Online Game                                                   | Победа    | [ 88 ] [ 89 ]   |
| 2017 | Gamescom 2017                                         | Best Multiplayer Game                                                     | Победа    | [ 88 ] [ 89 ]   |
| 2017 | Golden Joystick Awards 2017                           | Best Audio                                                                | Номинация | [ 90 ]          |
| 2017 | Golden Joystick Awards 2017                           | Best Gaming Performance (Nathan Fillion)                                  | Номинация | [ 90 ]          |
| 2017 | Golden Joystick Awards 2017                           | Best Multiplayer Game                                                     | Номинация | [ 90 ]          |
| 2017 | Golden Joystick Awards 2017                           | Ultimate Game of the Year                                                 | Номинация | [ 90 ]          |
| 2017 | Ping Awards                                           | Best International Game                                                   | Номинация | [ 91 ]          |
| 2017 | The Game Awards 2017                                  | Best Art Direction                                                        | Номинация | [ 92 ]          |
| 2017 | The Game Awards 2017                                  | Best Score/Music                                                          | Номинация | [ 92 ]          |
| 2017 | The Game Awards 2017                                  | Best Audio Design                                                         | Номинация | [ 92 ]          |
| 2017 | The Game Awards 2017                                  | Best Ongoing Game                                                         | Номинация | [ 92 ]          |
| 2017 | The Game Awards 2017                                  | Best Action Game                                                          | Номинация | [ 92 ]          |
| 2017 | The Game Awards 2017                                  | Best Multiplayer                                                          | Номинация | [ 92 ]          |
| 2018 | New York Game Awards 2018                             | Herman Melville Award for Best Writing                                    | Номинация | [ 93 ]          |
| 2018 | New York Game Awards 2018                             | Tin Pan Alley Award for Best Music in a Game                              | Номинация | [ 93 ]          |
| 2018 | New York Game Awards 2018                             | Statue of Liberty Award for Best World                                    | Номинация | [ 93 ]          |
| 2018 | 16th Visual Effects Society Awards                    | Outstanding Compositing in a Photoreal Commercial (New Legends Will Rise) | Номинация | [ 94 ]          |
| 2018 | 21st Annual D.I.C.E. Awards                           | Outstanding Achievement in Sound Design                                   | Номинация | [ 95 ]          |
| 2018 | 21st Annual D.I.C.E. Awards                           | Action Game of the Year                                                   | Номинация | [ 95 ]          |
| 2018 | 21st Annual D.I.C.E. Awards                           | Outstanding Achievement in Online Gameplay                                | Номинация | [ 95 ]          |
| 2018 | National Academy of Video Game Trade Reviewers Awards | Art Direction, Fantasy                                                    | Номинация | [ 96 ] [ 97 ]   |
| 2018 | National Academy of Video Game Trade Reviewers Awards | Game, Franchise Action                                                    | Номинация | [ 96 ] [ 97 ]   |
| 2018 | National Academy of Video Game Trade Reviewers Awards | Graphics, Technical                                                       | Номинация | [ 96 ] [ 97 ]   |
| 2018 | National Academy of Video Game Trade Reviewers Awards | Original Dramatic Score, Franchise                                        | Номинация | [ 96 ] [ 97 ]   |
| 2018 | National Academy of Video Game Trade Reviewers Awards | Performance in a Drama, Lead (Nathan Fillion)                             | Номинация | [ 96 ] [ 97 ]   |
| 2018 | National Academy of Video Game Trade Reviewers Awards | Use of Sound, Franchise                                                   | Номинация | [ 96 ] [ 97 ]   |
| 2018 | Italian Video Game Awards 2018                        | People’s Choice                                                           | Номинация | [ 98 ]          |
| 2018 | Italian Video Game Awards 2018                        | Best Audio                                                                | Номинация | [ 98 ]          |
| 2018 | Italian Video Game Awards 2018                        | Best Evolving Game (Curse of Osiris)                                      | Номинация | [ 98 ]          |
| 2018 | SXSW Gaming Awards 2018                               | Excellence in Multiplayer                                                 | Номинация | [ 99 ] [ 100 ]  |
| 2018 | Game Developers Choice Awards                         | Best Technology                                                           | Номинация | [ 101 ] [ 102 ] |
| 2018 | 16th Annual Game Audio Network Guild Awards           | Best Interactive Score                                                    | Номинация | [ 103 ]         |
| 2018 | 16th Annual Game Audio Network Guild Awards           | Best Dialogue                                                             | Номинация | [ 103 ]         |
| 2018 | 16th Annual Game Audio Network Guild Awards           | Best Audio Mix                                                            | Номинация | [ 103 ]         |
| 2018 | 16th Annual Game Audio Network Guild Awards           | Best Original Choral Composition («Last Rite»)                            | Номинация | [ 103 ]         |
| 2018 | 14th British Academy Games Awards                     | Audio Achievement                                                         | Номинация | [ 104 ] [ 105 ] |
| 2018 | ASCAP Composers' Choice Awards 2018                   | 2017 ASCAP Video Game Score of the Year                                   | Номинация | [ 106 ] [ 107 ] |
| 2018 | Game Critics Awards 2018                              | Best Online Multiplayer (Forsaken)                                        | Номинация | [ 108 ] [ 109 ] |
| 2018 | Game Critics Awards 2018                              | Best Ongoing Game (Forsaken)                                              | Номинация | [ 108 ] [ 109 ] |
| 2018 | Gamescom 2018                                         | Best Add-on/DLC (Forsaken)                                                | Победа    | [ 110 ] [ 111 ] |
| 2018 | Golden Joystick Awards 2018                           | Still Playing Award                                                       | Номинация | [ 112 ] [ 113 ] |
| 2018 | The Game Awards 2018                                  | Best Ongoing Game                                                         | Номинация | [ 114 ] [ 115 ] |
| 2018 | The Game Awards 2018                                  | Best Action Game (Forsaken)                                               | Номинация | [ 114 ] [ 115 ] |
| 2018 | The Game Awards 2018                                  | Best Multiplayer Game (Forsaken)                                          | Номинация | [ 114 ] [ 115 ] |
| 2018 | Gamers' Choice Awards                                 | Fan Favorite Multiplayer Game (Forsaken)                                  | Номинация | [ 116 ]         |
| 2018 | Gamers' Choice Awards                                 | Fan Favorite Shooter Game (Forsaken)                                      | Номинация | [ 116 ]         |
| 2019 | 22nd Annual D.I.C.E. Awards                           | Action Game of the Year (Forsaken)                                        | Номинация | [ 117 ]         |
| 2019 | 22nd Annual D.I.C.E. Awards                           | Online Game of the Year (Forsaken)                                        | Номинация | [ 117 ]         |
| 2019 | SXSW Gaming Awards 2019                               | Excellence in Multiplayer (Forsaken)                                      | Номинация | [ 118 ]         |
| 2019 | SXSW Gaming Awards 2019                               | Most Evolved Game (Forsaken)                                              | Номинация | [ 118 ]         |
| 2019 | 17th Annual Game Audio Network Guild Awards           | Best Original Choral Composition (Forsaken; «Keep of Voices»)             | Номинация | [ 119 ]         |
| 2019 | 15th British Academy Games Awards                     | Evolving Game (Forsaken)                                                  | Номинация | [ 120 ]         |
| 2019 | Italian Video Game Awards 2019                        | Best Evolving Game (Forsaken)                                             | Номинация | [ 121 ]         |
| 2019 | ASCAP Composers' Choice Awards 2019                   | 2018 ASCAP Video Game Score of the Year (Forsaken)                        | Номинация | [ 122 ]         |
| 2019 | Game Critics Awards 2019                              | Best Ongoing Game                                                         | Победа    | [ 123 ]         |
| 2019 | Golden Joystick Awards 2019                           | Best Game Expansion (Shadowkeep)                                          | Номинация | [ 124 ]         |
| 2019 | Golden Joystick Awards 2019                           | Still Playing                                                             | Номинация | [ 124 ]         |
| 2019 | The Game Awards 2019                                  | Best Ongoing Game                                                         | Номинация | [ 125 ] [ 126 ] |
| 2019 | The Game Awards 2019                                  | Best Community Support                                                    | Победа    | [ 125 ] [ 126 ] |
| 2020 | 23rd Annual D.I.C.E. Awards                           | Outstanding Achievement in Online Gameplay (Shadowkeep)                   | Номинация | [ 127 ]         |
| 2020 | 16th British Academy Games Awards                     | Evolving Game                                                             | Номинация | [ 128 ]         |
| 2020 | 18th Annual Game Audio Network Guild Awards           | Best Cinematic Cutscene Audio (Shadowkeep)                                | Номинация | [ 129 ]         |
| 2020 | ASCAP Composers' Choice Awards 2020                   | 2019 ASCAP Video Game Score of the Year (Shadowkeep)                      | Ожидается | [ 130 ]         |

### Комментарии
1. ↑  В разработке ПК-версии участвовала Vicarious Visions. High Moon Studios предоставляла помощь в создании дополнительного контента.